# Natalie Kingston

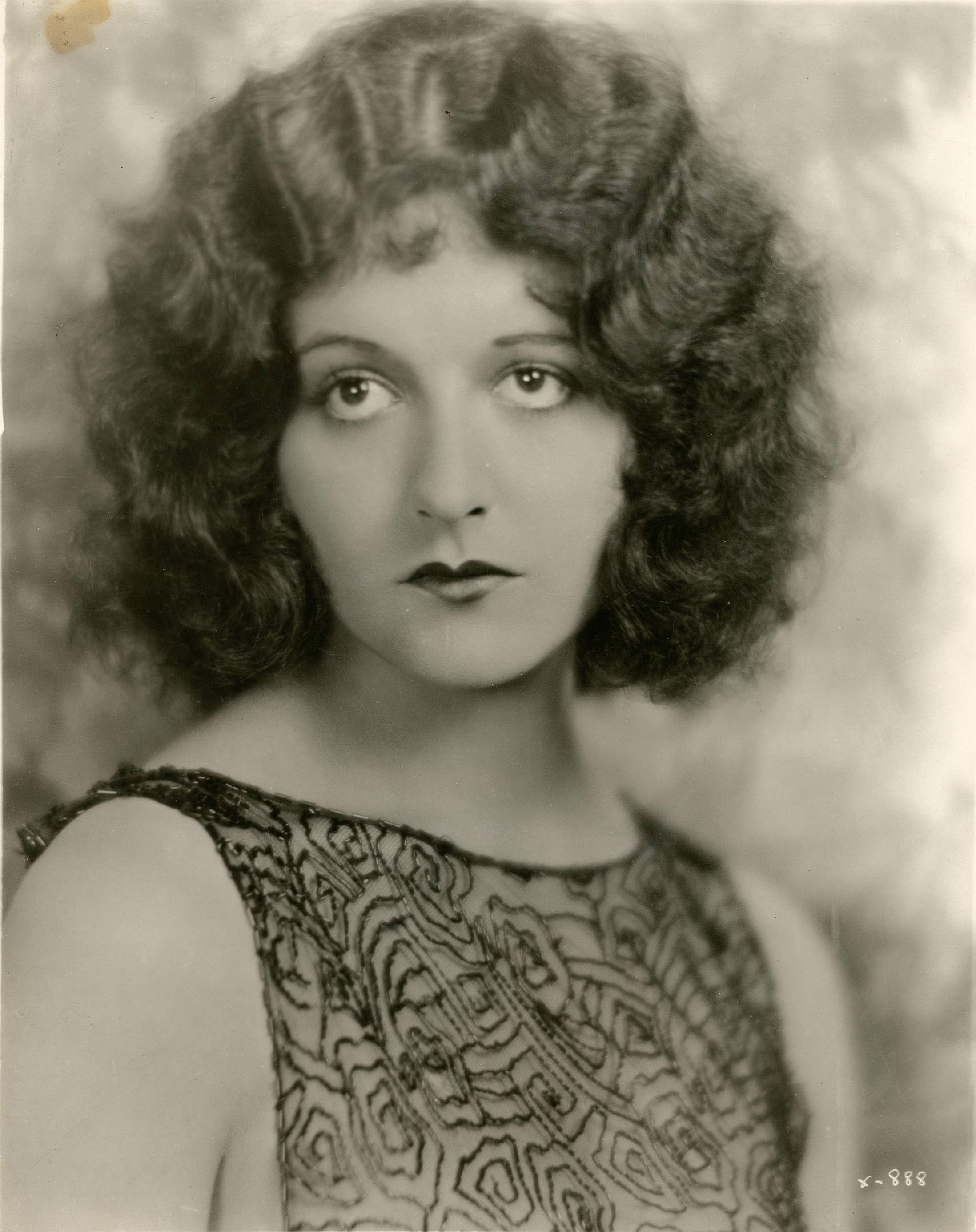
Natalie Kingston (1927)

Natalie Kingston (* 19. Mai 1905 in Vallejo, Kalifornien als Natalia Ringstrom; † 2. Februar 1991 in Los Angeles) war eine US-amerikanische Schauspielerin und Tänzerin.

## Leben
Kingston wurde als Natalia Ringstrom in Vallejo, Kalifornien, geboren und wuchs in San Francisco auf. Sie war spanischer, ungarischer und schwedischer Abstammung. Kingston war eine Urenkelin von General Mariano Vallejo, der die Armee befehligte, die Kalifornien an General John C. Frémont übergab. Ihre Mutter war Natalia Haraszthy, Enkelin des Winzers Ágoston Haraszthy. Sie wurde in einem Dominikanerkloster in San Rafael erzogen.
Als Kind lernte sie die Jota und andere traditionelle spanische Tänze zu tanzen. Sie begann ein Jurastudium, brach es aber ab, um einen Tanzkurs zu belegen. Zwei Spielzeiten später trat Kingston als Tänzerin im Winter Garden Theatre in New York City auf.

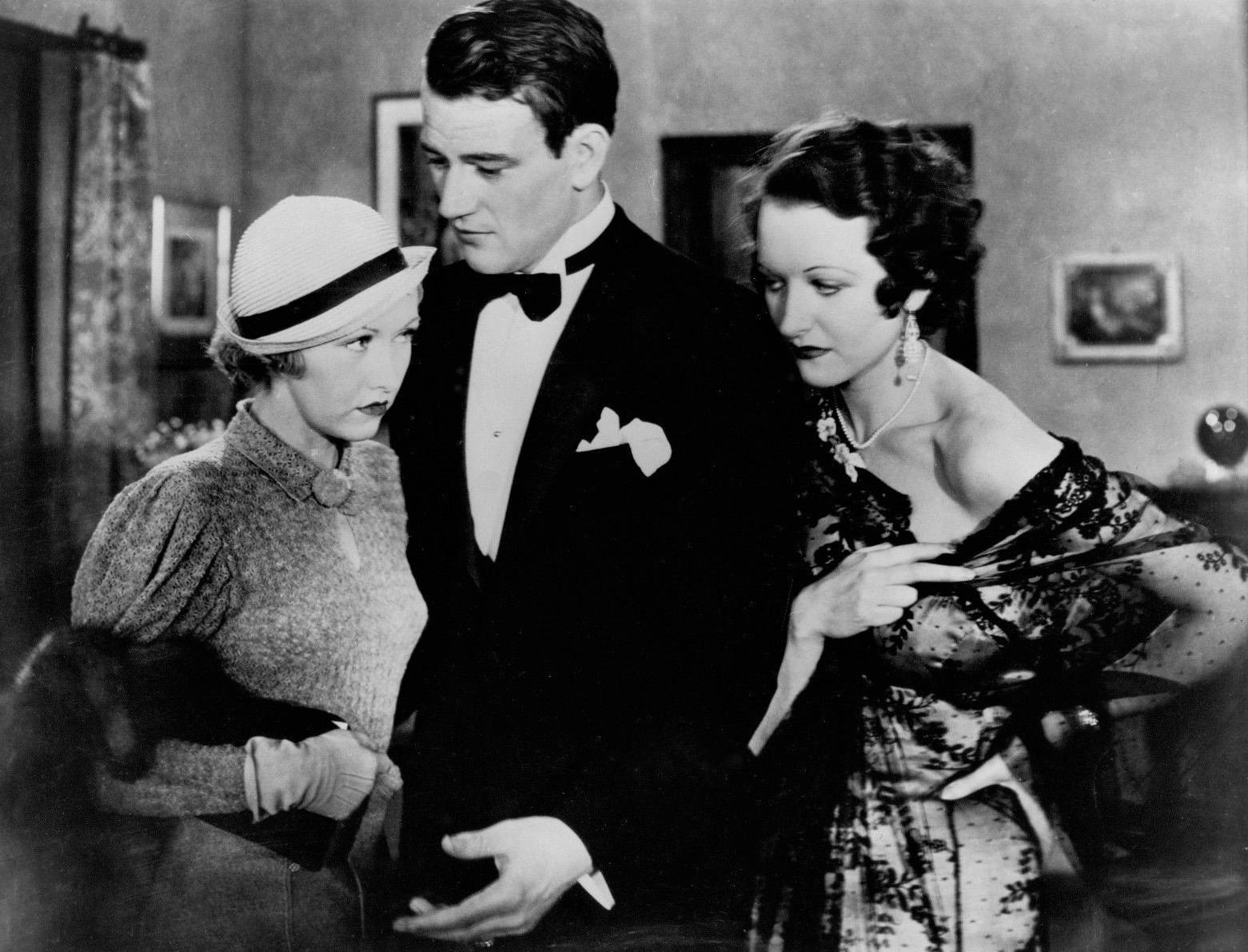
Evalyn Knapp, John Wayne and Kingston in Seine persönliche Sekretärin (1933)

Nach einer Rolle in Broadway Brevities of 1920 am Broadway wechselte sie Anfang der 1920er Jahre zum Film. Ihre erste Rolle hatte sie 1923 in The Daredevil. 1924 kam sie zu den Studios von Mack Sennett und spielte zusammen mit Harry Langdon in einer Reihe von Komödien, darunter Remember When? (1925) und His First Flame (1927). Kingston verließ das Sennett-Studio, um sich um dramatische Filmrollen zu bemühen. Sie unterschrieb bei Paramount Pictures und drehte kurz hintereinander drei Filme, allesamt Komödien: Miss Brewster’s Millions, The Cat’s Pajamas und Wet Paint (alle 1926).
1927 war sie eine der Gewinnerinnen der WAMPAS Baby Stars.
Kingstons erste dramatische Rolle hatte sie 1928 in Engel der Straße, wo sie die Rolle der Lisetta spielte. Im gleichen Jahr war sie in Painted Post mit Tom Mix zu sehen. In diesem Film stellte sie eine Illustratorin dar, die auf der Suche nach Westerntypen ist. Auf ihrer Suche nach ihnen wird sie in eine spannende Fehde verwickelt. Als Donna Beatriz erhielt Kingston eine große Chance in Die Nacht der Liebe (1927). Die Hauptrollen spielten Ronald Colman und Vilma Bánky.
1928 und 1929 war sie in zwei Tarzan-Serials mit Frank Merrill als Tarzan zu sehen, als Mary Trevor in Tarzans neue Dschungelgeschichten und als Jane in Tarzan der Tiger. Sie war die fünfte Schauspielerin, die die Jane darstellte. Nach einer Reihe von B-Filmen hatte sie eine letzte ungenannte Rolle in Eine Frau vergisst nicht (1933).
Natalie Kingston starb 1991 in West Hills, Los Angeles, im Alter von 85 Jahren.

## Filmografie (Auswahl)
- 1923: The Daredevil
- 1924: All Night Long
- 1924: Feet of Mud
- 1925: Remember When?
- 1926: Miss Brewster’s Millions
- 1926: The Cat’s Pajamas
- 1926: Wet Paint
- 1926: Lost at Sea
- 1926: Don Juan’s Three Nights
- 1926: Kid Boots
- 1926: The Silent Lover

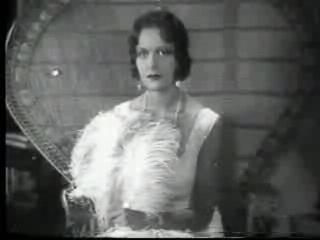
Natalie Kingston als Lady Jane in Tarzan the Tiger (1929)

- 1927: Die Nacht der Liebe (The Night of Love)
- 1927: Die ersten langen Hosen (Long Pants)
- 1927: His First Flame
- 1927: Love Makes ’Em Wild
- 1927: Figures Don’t Lie (verschollen)
- 1927: The Harvester
- 1927: Framed
- 1928: Blaue Jungs – blonde Mädchen (A Girl in Every Port)
- 1928: The Port of Missing Girls
- 1928: Engel der Straße (Street Angel)
- 1928: Tarzans neue Dschungelgeschichten (Tarzan the Mighty, verschollen)
- 1928: Painted Post
- 1929: River of Romance
- 1929: The Pirate of Panama (verschollen)
- 1929: Hold Your Man
- 1929: Tarzan der Tiger (Tarzan the Tiger)
- 1930: The Last of the Duanes
- 1930: Her Wedding Night
- 1930: The Swellhead
- 1930: Under Texas Skies
- 1933: Seine persönliche Sekretärin (His Private Secretary)
- 1933: Forgotten
- 1933: Eine Frau vergisst nicht (Only Yesterday)